# Matthias Bamert
Matthias Bamert (* 5. Juli 1942 in Ersigen im Kanton Bern) ist ein Schweizer Komponist und Dirigent.

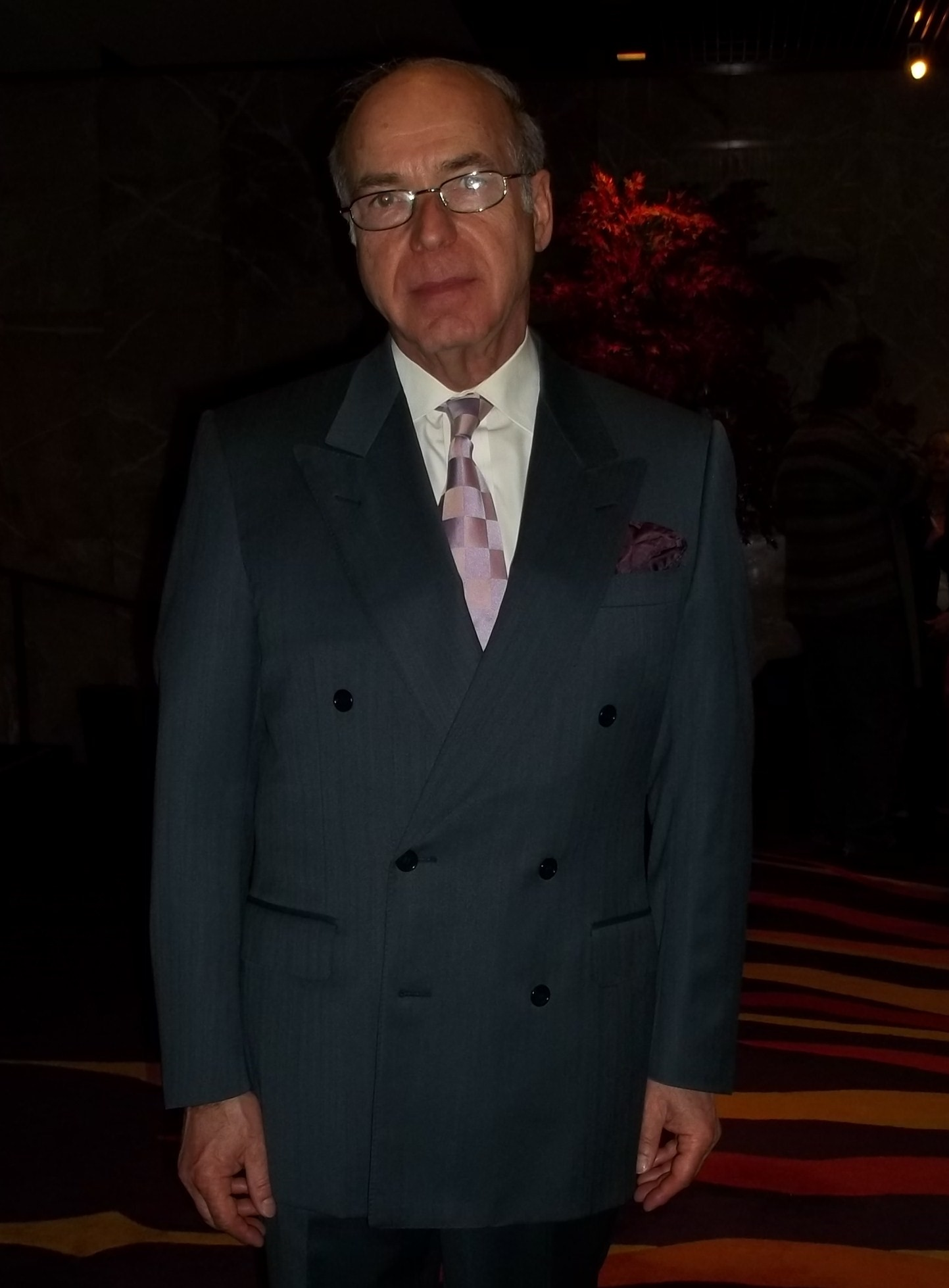
Matthias Bamert in Pasadena’s Ambassador Auditorium, 19. Februar 2011

## Leben
Bamert studierte Musik in der Schweiz sowie in Darmstadt und Paris bei Pierre Boulez und Karlheinz Stockhausen, deren Einfluss sich auch in seinen eigenen Kompositionen aus den 1970er Jahren wiederfindet. Von 1965 bis 1969 war er erster Oboist am Mozarteumorchester Salzburg, arbeitete danach aber hauptsächlich als Dirigent. Seine internationale Karriere begann mit Assistenzen bei George Szell und später Leopold Stokowski am Cleveland Orchestra; unter Lorin Maazel war er Resident Conductor des Cleveland Orchestra. Von 1977 bis 1983 war er Chefdirigent des Radio-Sinfonieorchesters Basel.
1983 eröffnete Bamert mit dem Radio-Sinfonieorchester Basel die Sendereihe «Kindergarten Konzert», deren erste Ausgabe (Titel «Circus») mit dem «Prix Jeunesse international» ausgezeichnet wurde. Diese Sendereihe wurde vom Schweizer Fernsehen DRS und dem Bayerischen Rundfunk mit 9 Folgen bis 1986 produziert und anschliessend wiederholt durch die ARD gesendet. Ihr Ziel bestand in der Förderung der akustischen Wahrnehmungsfertigkeit bei Kleinkindern und enthielt zudem einen hohen musikalischen Unterhaltungswert im Nachmittagsprogramm des Fernsehens.
Danach nahm er weitere Engagements in Europa an, so die Stelle als Gastdirigent des Royal Scottish National Orchestra und von 1985 bis 1990 die Stelle des Direktors des Glasgow Contemporary Music Festival Musica Nova. Er erwarb sich einen Ruf durch innovative Programmgestaltung und dirigierte Uraufführungen von Komponisten wie Toru Takemitsu, John Casken, James MacMillan und Wolfgang Rihm. 1987 nahm er seinen ersten Wohnsitz in London; von 1993 bis 2000 war er Leiter der London Mozart Players.
Seit 1990 dirigierte er als Gastdirigent nahezu alle wichtigen Sinfonieorchester der Welt wie in Los Angeles, Toronto, London, Minnesota, Japan, Salzburger Mozarteum, Leipzig und Sankt Petersburg. Bamert ist vor allem bekannt für sein Engagement für die neue Musik, die unbekannte Musik des 18. Jahrhunderts und die vernachlässigte Musik aller Epochen.
Von 2005 bis 2008 war Bamert Chefdirigent des Malaysian Philharmonic Orchestra.